# Sergei Nikolajewitsch Tereschtschenko
Sergei Nikolajewitsch Tereschtschenko (russisch Сергей Николаевич Терещенко; * 28. Dezember 1991 in Magnitogorsk) ist ein russischer Eishockeyspieler, der seit Juli 2020 bei Amur Chabarowsk aus der Kontinentalen Hockey-Liga (KHL) unter Vertrag steht und dort auf der Position des Verteidigers spielt.

## Karriere
Sergei Tereschtschenko begann seine Karriere als Eishockeyspieler in seiner Heimatstadt in der Nachwuchsabteilung des HK Metallurg Magnitogorsk, für dessen zweite Mannschaft er von 2007 bis 2009 in der drittklassigen Perwaja Liga aktiv war. Ab der Saison 2009/10 spielte er für das Juniorenteam Stalnyje Lissy Magnitogorsk in der multinationalen Nachwuchsliga Molodjoschnaja Chokkeinaja Liga und gewann mit seiner Mannschaft auf Anhieb den Charlamow-Pokal. Die Saison 2010/11 begann er ebenfalls bei Stalnyje Lissy Magnitogorsk in der MHL, beendete sie jedoch bei dessen Ligarivalen SKA-1946 Sankt Petersburg. Zur Saison 2011/12 kehrte der Verteidiger in seine Heimatstadt zurück und spielte überwiegend für Stalnyje Lissy in der MHL. Parallel kam er jedoch zu seinem Debüt für die Profimannschaft des HK Metallurg Magnitogorsk in der Kontinentalen Hockey-Liga.
Zur Saison 2012/13 wurde Tereschtschenko vom ukrainischen KHL-Neuling HK Donbass Donezk verpflichtet, bei dem er auf Anhieb Stammspieler wurde. Ein Jahr später kehrte er zu seinem Heimatverein zurück und gewann mit Metallurg 2014 die Meisterschaftstrophäe der KHL, den Gagarin-Pokal. 2016 gewann er erneut den Gagarin-Pokal mit Metallurg. 2018 erhielt er keinen neuen Vertrag bei seinem Heimatverein und wechselte im Mai 2018 zu Salawat Julajew Ufa, wo er sich jedoch nicht durchsetzen konnte. Daher wurde er ein Jahr später im Rahmen eines Spielertausches an den HK Traktor Tscheljabinsk abgegeben. Nach zwei Jahren wechselte er im Juli 2020 innerhalb der Liga zu Amur Chabarowsk.

## Erfolge und Auszeichnungen
- 2010 Charlamow-Pokal-Gewinn mit Stalnyje Lissy Magnitogorsk
- 2013 IIHF-Continental-Cup-Gewinn mit dem HK Donbass Donezk
- 2014 Gagarin-Pokal-Gewinn und Russischer Meister mit dem HK Metallurg Magnitogorsk
- 2016 Gagarin-Pokal-Gewinn und Russischer Meister mit dem HK Metallurg Magnitogorsk

## KHL-Statistik
(Stand: Ende der Saison 2019/20)